# کایا اوکینوری
کایا اوکینوری (به ژاپنی: 賀屋 興宣, Kaya Okinori)؛ ۳۰ ژانویه ۱۸۸۹ – ۹ مهٔ ۱۹۷۷) سیاست‌مدار اهل ژاپن بود. او در دادگاه نظامی بین‌المللی شرق آسیا محاکمه شد.